# Joc de tauler

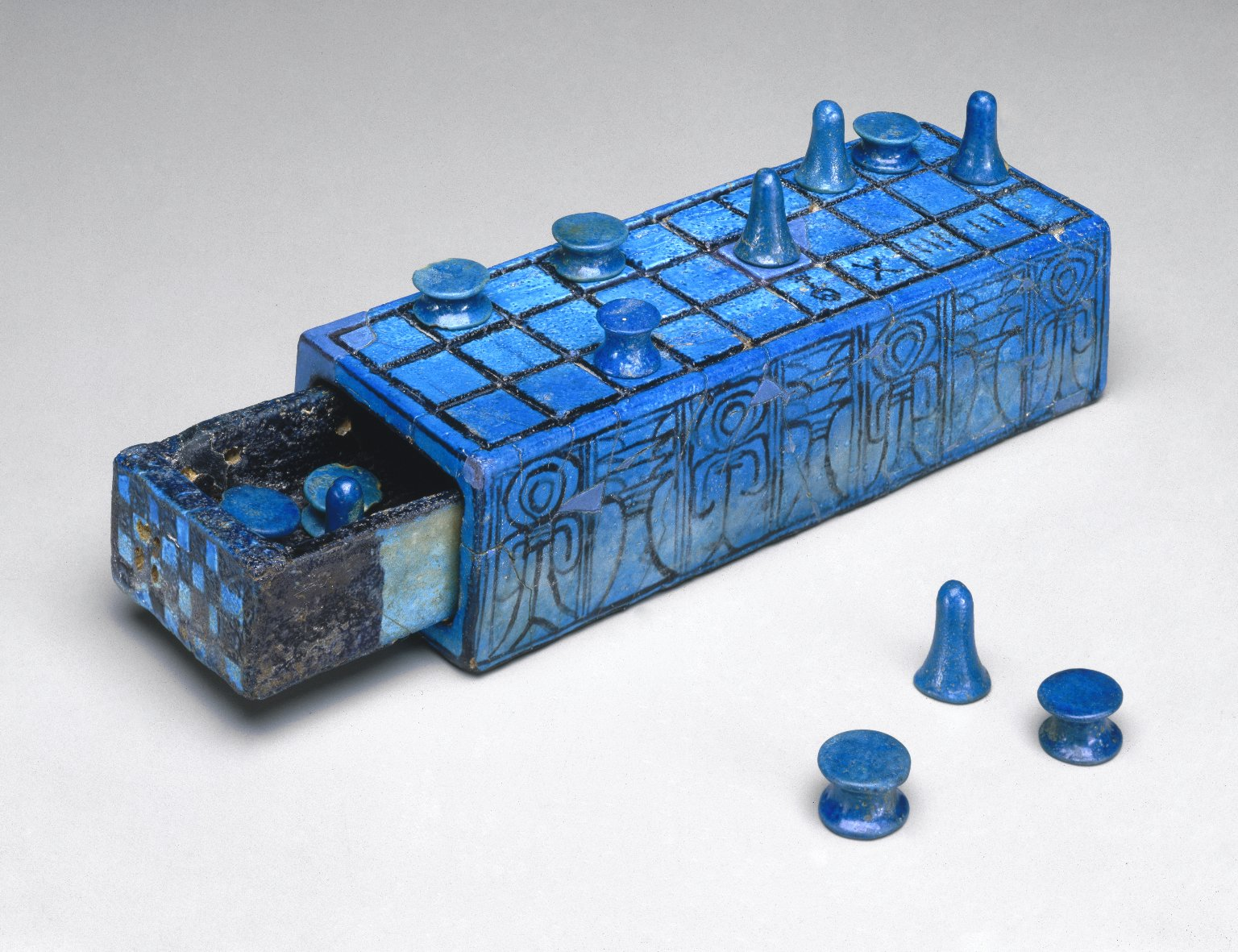
Un joc de Senet provinent de la tomba d'Amenhotep III, exhibit al Brooklyn Museum.

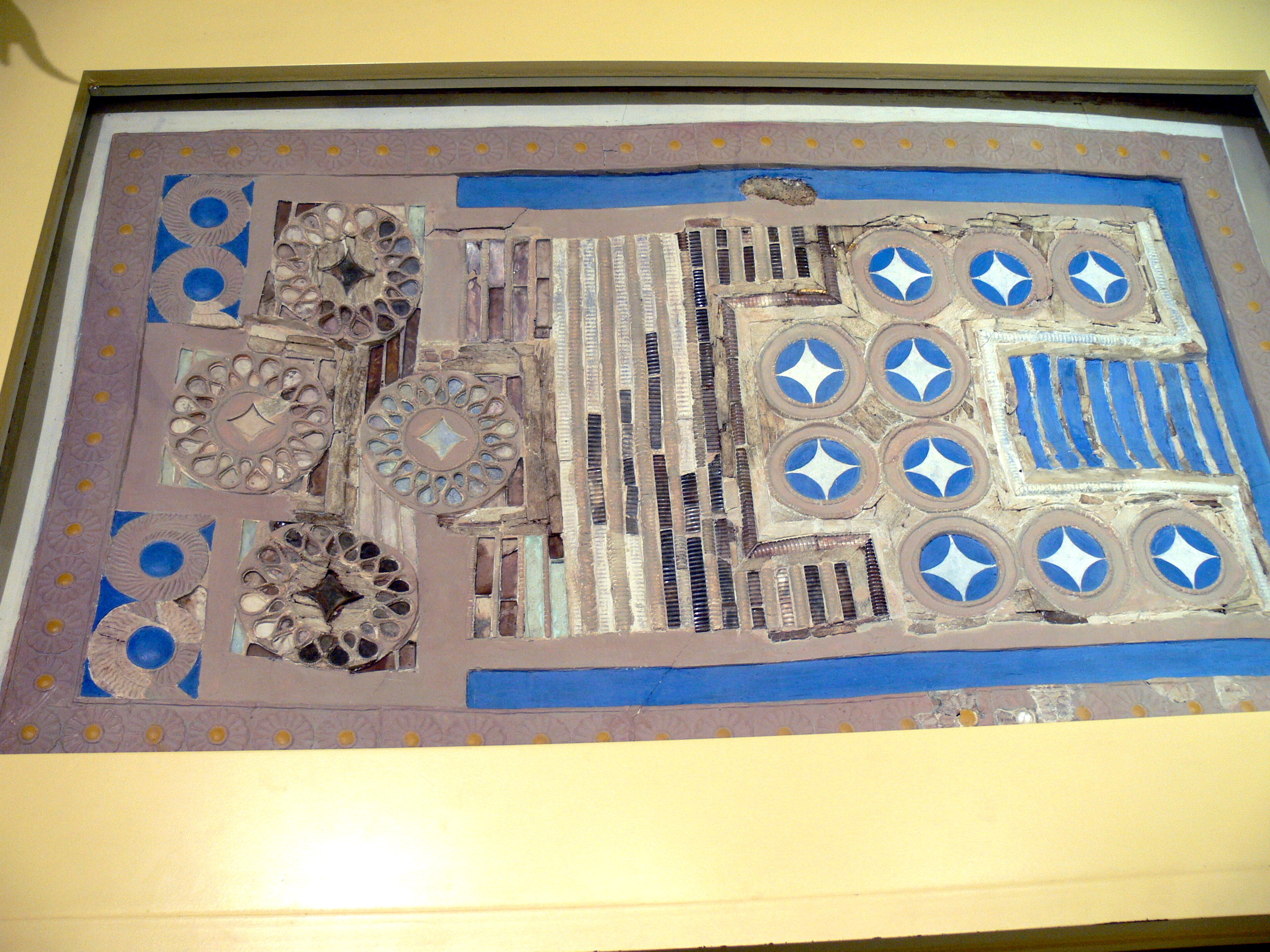
Joc de tauler trobat al Palau de Cnossos (1600-1500 aC)

Els jocs de tauler són jocs de taula que es juguen sobre un tauler de joc i en els quals s'utilitza algun tipus de fitxa. Amb el desenvolupament de la tecnologia, molts jocs de cartes tenen versions online, i n'hi ha jocs que únicament estan presents en l'entorn digital. Segons l'estudiós Alex de Voogt cal que les possibles posicions de les peces al tauler siguin finites i discretes, o sigui, numerables. Així, el carrom no és un joc de tauler i sí que ho és el parxís, per exemple.
Hi ha diferents maneres de resoldre un joc de tauler, amb la victòria absoluta d'un dels jugadors o un equip de jugadors, amb la derrota absoluta d'algun jugador o equip, o per classificació mitjançant la puntuació en un nombre de jugades o temps determinat.

## Història
Els jocs de tauler tenen una història llarga i s'han jugat en la majoria de les cultures i societats. Els jocs de taula clàssics es divideixen en quatre categories de jocs: jocs de carreres com el Pachisi, jocs espacials com el tres en ratlla, jocs de persecució com el tablut i jocs de desplaçament com els escacs.

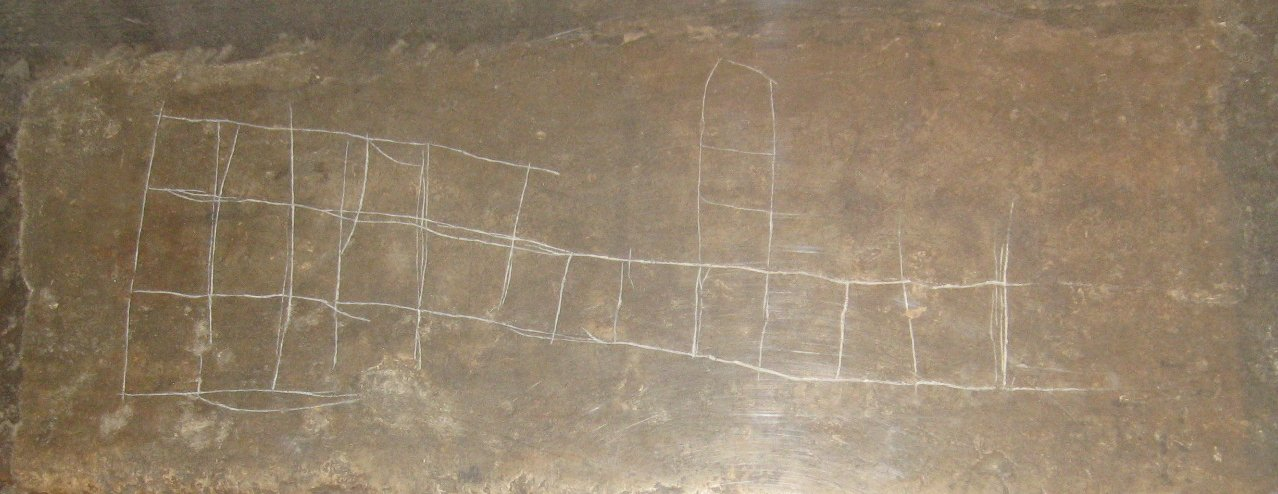
Una versió del joc reial d'Ur gravada en pedra al Museu Britànic

Els artefactes més antics considerats taulers de joc provenen de l'Orient Mitjà durant el Neolític, fa entre 6.000 i 10.000 anys, quan la gent de la regió va començar a conrear i residir en assentaments permanents. Durant l'edat del bronze apareixen més proves dels jocs de taula al Pròxim Orient, com el joc reial d'Ur que va excavar Sir Leonard Woolley a les Tombes Reials d'Ur, però els seus escrits documenten poc els jocs. Gran part dels jocs que va excavar es troben ara en el Museu Britànic de Londres, i un dels conservadors d'aquest museu, Irving Finkel n'ha traduït les regles a partir de tauletes cuneïformes. El backgammon es va originar a l'antiga Mesopotàmia fa més de 5.000 anys. L'Ashtapada, els escacs, pachisi i chaupar es van originar a l'Índia, i el Go i el Liubo es van originar a la Xina. Patolli es va originar a Mesoamèrica interpretada pels antics asteques. A la tomba reial de Merknera es troba la primera mostra de l'antic joc egipci senet, trobat als enterraments predinàstics i de la Primera Dinastia d'Egipte, c. 3500 aC i 3100 aC respectivament. Mehen també prové de l'Egipte predinàstic. gossos i xacals, un altre joc de taula egipci antic, va aparèixer cap al 2000 aC.
Els jocs d'estil europeu, que tenen unes regles relativament simples, durada de joc no excessivament llarga, i requereixen una estratègia acurada, tenen una llarga tradició. Els registres més antics sobre jocs de taula d'Europa es remunten a la Ilíada d'Homer del segle viii aC en la que s'esmenta el joc Petteia, que evolucionaria posteriorment al romà Ludus Latrunculorum. L'antic joc nòrdic d'Hnefatafl es va desenvolupar abans del 400 dC, i a Irlanda, el joc de Fidchell es remunta a almenys al 144 dC. El manuscrit d'Alfons X de Castella Libro de axedrez, dados e tablas, també conegut simplement com a Libro de los juegos, és un text encomanat per Alfons X que tradueix a l'espanyol un gran nombre de documents àrabs sobre jocs. Molts d'aquests documents àrabs originals s'han perdut, així el llibre d'Alfons X és la primera codificació coneguda de molts jocs clàssics.

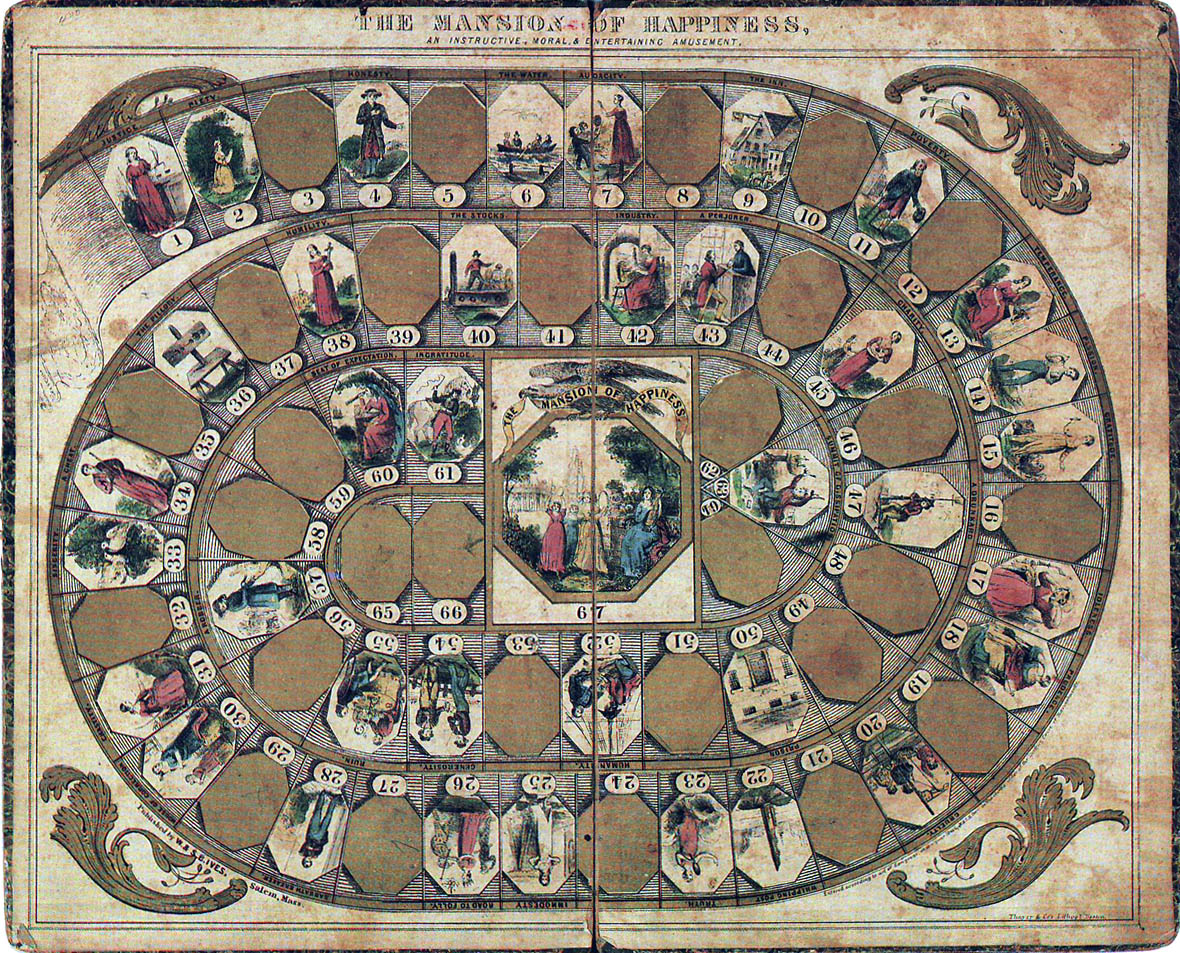
The Mansion of Happiness (1843)

L'associació de daus i cartes amb el joc va fer que tots els jocs de daus, tret del backgammon fossin d'apostes. Els naips van ser les primeres representacions que apareixeren amb el naixement de la impremta conjuntament amb la Bíblia, utilitzant en alguns casos les mateixes il·lustracions. Els primers productors de jocs de taula de la segona meitat del segle xviii eren fabricants de mapes. La popularització mundial dels jocs de taula, amb temes i marques especials, va coincidir amb la formació del domini mundial de l'Imperi Britànic. Kriegsspiel és un gènere de joc de guerra desenvolupat a la Prússia del segle xix per ensenyar tàctiques de batalla als oficials. El joc de taula Traveller's Tour Through the United States i el seu joc germà Traveller's Tour Through Europe van ser publicats per la llibretera de Nova York F. & R. Lockwood el 1822 i reivindiquen la distinció de ser els primers jocs de taula publicats als Estats Units, i The Mansion of Happiness, inspirat en la moralitat cristiana, va ser un dels més famosos dels Estats Units al segle xix.
A principis del segle xx, amb els canvis de sistemes productius en la indústria que van dur a la producció en sèrie i l'eliminació de bona part de la producció artesanal, es van abaratir costos de produccions en sèrie i van desaparèixer gran part dels petits fabricants. Els jocs es van anar adaptant als escenaris contemporanis, i els jocs que presentaven els desenvolupaments en comunicacions, transport i comerç en lloc de qüestions moral van anar guanyant terreny, i l'any 1934, durant La Gran Depressió, Charles B. Darrow, a qui se sol atribuir la invenció del joc, va redescobrir El joc del propietari, el va modificar lleugerament i el va repatentar com a Monopoly el 1935 sota el nom empresarial de Parker Brothers.
Entre 1960 i 1995 es van publicar als Estats Units i la Gran Bretanya una gran quantitat de jocs de tauler, que no es distribuïen en el gran comerç doncs que ho feien a través de les de botigues del mon del hobby, cosa que permetia als dissenyadors empènyer els límits dels jocs, que van de ser de pur conflicte a centrar-se en desenvolupar la temàtica (Ameritrash) o la mecànica (Joc d'estil europeu).

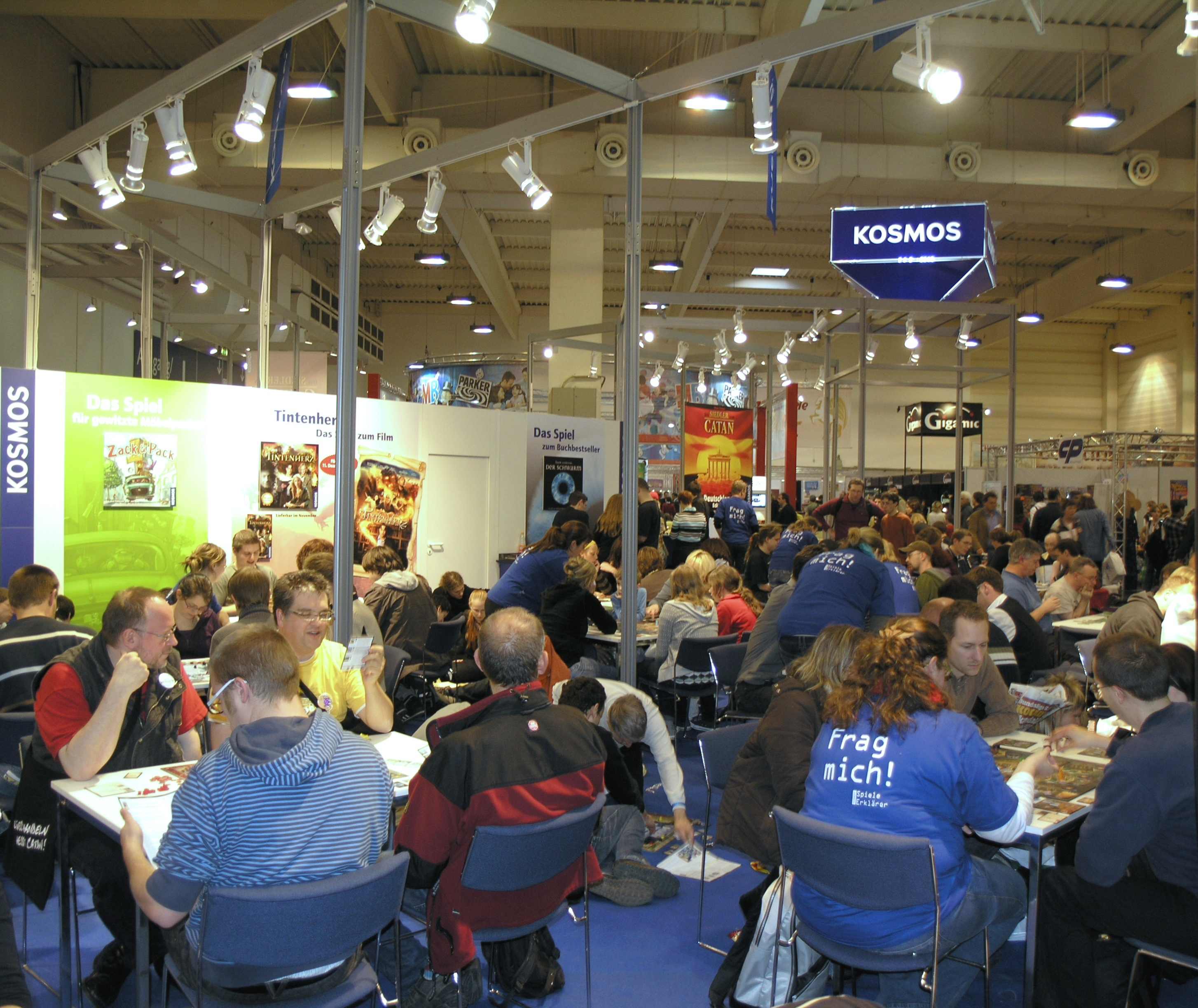
Imatge de la Internationale Spieltage de 2008

la Internationale Spieltage que se celebra anualment el mes d'octubre a Essen és la fira de jocs de taula més gran i important del món, i on se solen presentar les novetats en Jocs d'estil europeu

## Mecànica de joc
La mecànica de joc es construeix de les regles o els mètodes van dissenyar per interacció amb l'estat de joc, per això proporciona jugabilitat. Tota mecànica d'ús dels jocs; tanmateix, les teories i els estils difereixen tan a la seva importància definitiva al joc. En general, el procés i estudi de disseny de joc, o Ludologia, és esforços per venir amunt amb mecànica de joc que permet per les persones que juguen un joc per tenir un comprometent, però no necessàriament diversió, experiència.
Hi ha diversos tipus de mecàniques de joc, per torns, punts d'acció, subhasta o aposta, cartes, captura o eliminació, dificultat creixent, daus, gestió de recursos, risc i recompensa, rol, posicionament de caselles, o gestió de treballadors.

### Joc d'estil europeu

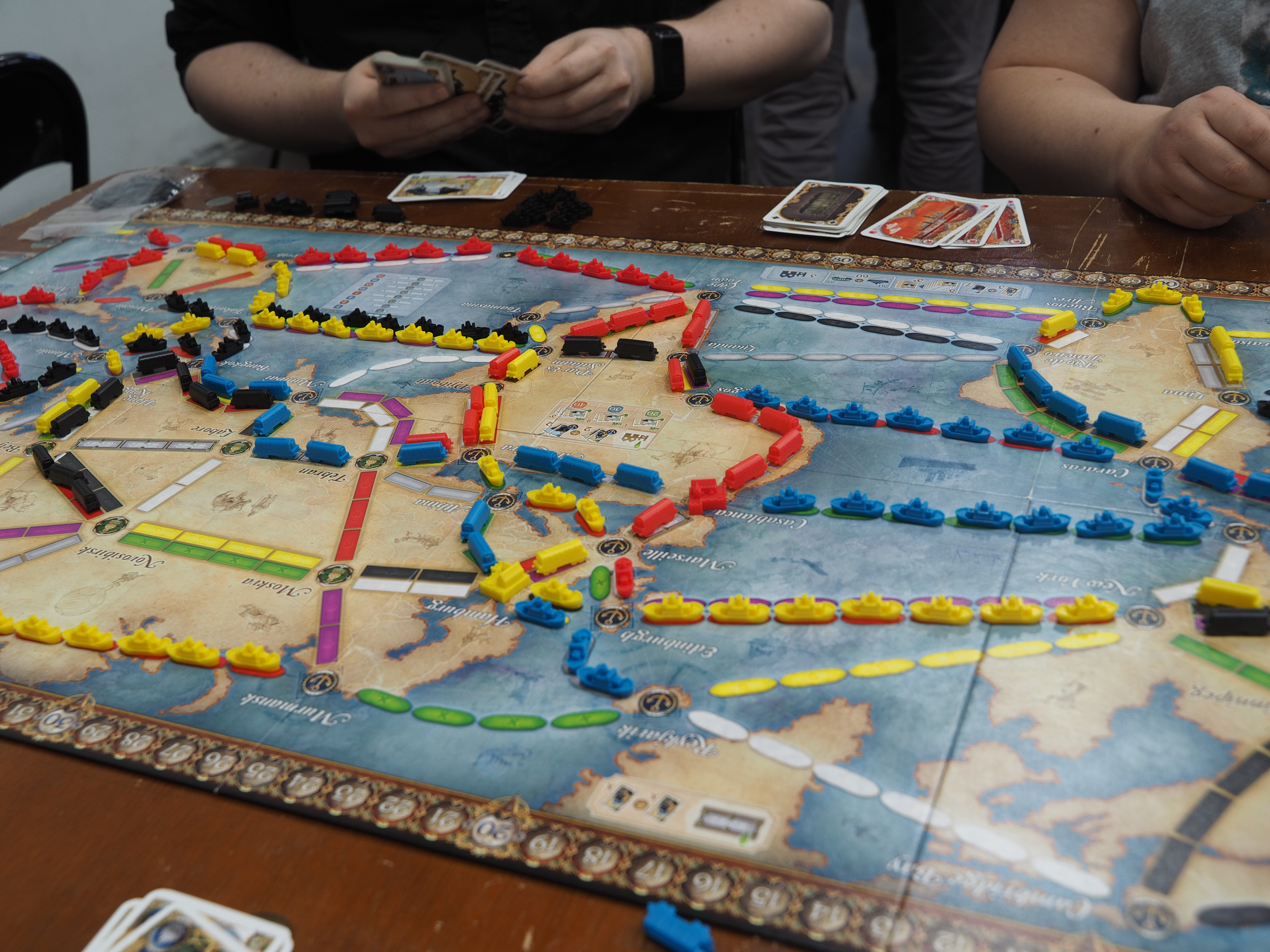
Partida de Ticket to Ride

Els jocs d'estil europeu es caracteritzen per unes regles relativament simples, uns components de qualitat i una durada de joc no excessivament llarga (habitualment inferior a les tres hores), però acostumen a ser més complexos i requereixen una estratègia més acurada que els anomenats «jocs de societat» (tipus Monopoly, Trivial Pursuit o Pictionary). A diferència dels jocs d'estratègia tradicionals, on el mecanisme de joc s'adapta a un tema determinat (especialment evident en els anomenats «jocs de guerra» o wargames), en els jocs d'estil europeu és sovint el mateix mecanisme de joc la part més important i sobre aquest mecanisme s'hi adapta un tema; d'aquesta manera un mateix joc (per tant, un mateix mecanisme) pot adaptar-se amb relativa facilitat a temes diferents. Amb una certa simplificació es podria dir que en els jocs d'estratègia tradicionals el tema determina el mecanisme, mentre que en els jocs d'estil europeu el mecanisme determina els possibles temes.

### Ameritrash
Els jocs de tipus Ameritrash són els que la temàtica és més important que la mecànica de joc, amb l'objectiu de ser immersius. Acostumen a estar ambientats en històries èpiques, situacions catastròfiques o mons de fantasia, en què els jugadors han d'aconseguir els seus objectius a qualsevol preu. Alguns dels jocs son Gloomhaven, Descent, Scyte, Zombicide o Blood Rage.

### Fillers
Els fillers son jocs amb mecàniques senzilles amb durades de partides inferiors a una hora, que generalment es presenten en caixes petites.

### Cooperatius
En els jocs cooperatius tots els jugadors treballen per aconseguir un objectiu, i en ell, o bé tots els jugadors guanyen, o be tots els jugadors perden,

### Miniatures

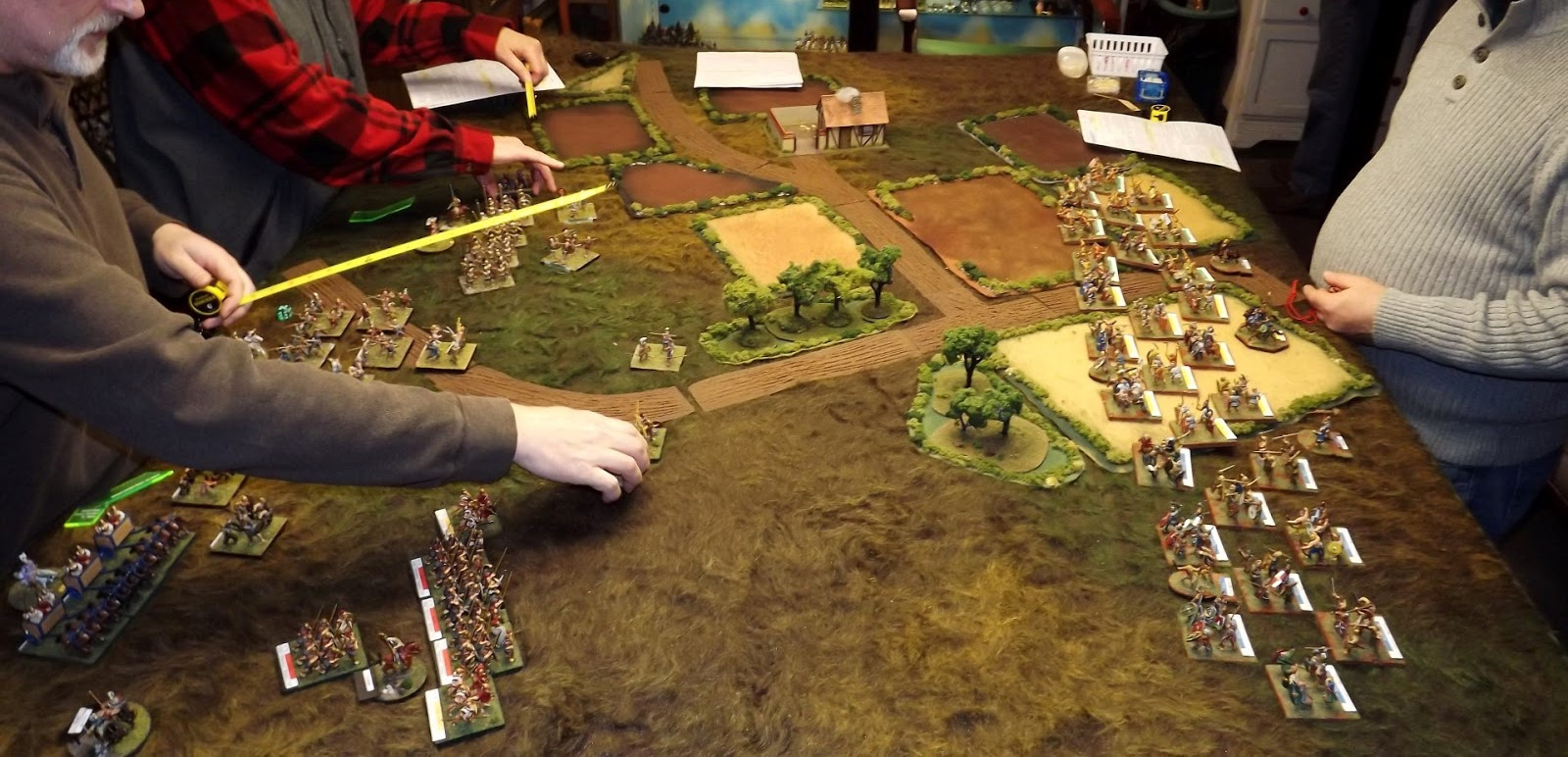
partida de joc de guerra de miniatures

Un joc de miniatures, de vegades anomenat joc de guerra de miniatures, és un tipus de joc de guerra que incorpora miniatures com a components principals del joc, que se solen situar en un tauler amb escenografia, normalment una maqueta o un diorama. Com tants altres jocs de guerra, se'l pot considerar un joc de simulació, generalment sobre combat tàctic.
Els orígens de l'afició començaren al voltant del segle xx, amb la publicació les regles de guerra naval de Fred T. Jane i Little Wars de H. G. Wells el 1913. El 1929 es publicà un llibre similar, titulat Shambattle: How to Play with Toy Soldiers, per Harry Dowdall i Joseph Gleason. La comercialització de productes exclusius pels jugadors de jocs de miniatures es remunta als anys 50 amb els esforços de Jack Scruby. Després, els anys 60 i 70 els jocs de miniatures de fantasia i ciència-ficció cresqueren com a alternativa als jocs que estaven ambientats en conflictes històrics; tot seguit, emergiren companyies que s'hi dedicaven com ara Games Workshop, Spartan Games, Battlefront, Foundry, Warlord Games i Privateer Press.

### Rols ocults
En els jocs de rols ocults, algun dels seus jugadors o equips tenen una identitat secreta que influirà en el desenvolupament de la partida.

### Per a dos
Els jocs per a dos estan expressament pensats per jugar únicament dos jugadors, amb partides inferiors a una hora.

### Solitari
Els jocs en solitari estan pensats per a jugar una sola persona. També hi ha jocs d'altres categories que es poden jugar en solitari.

### Joc de guerra

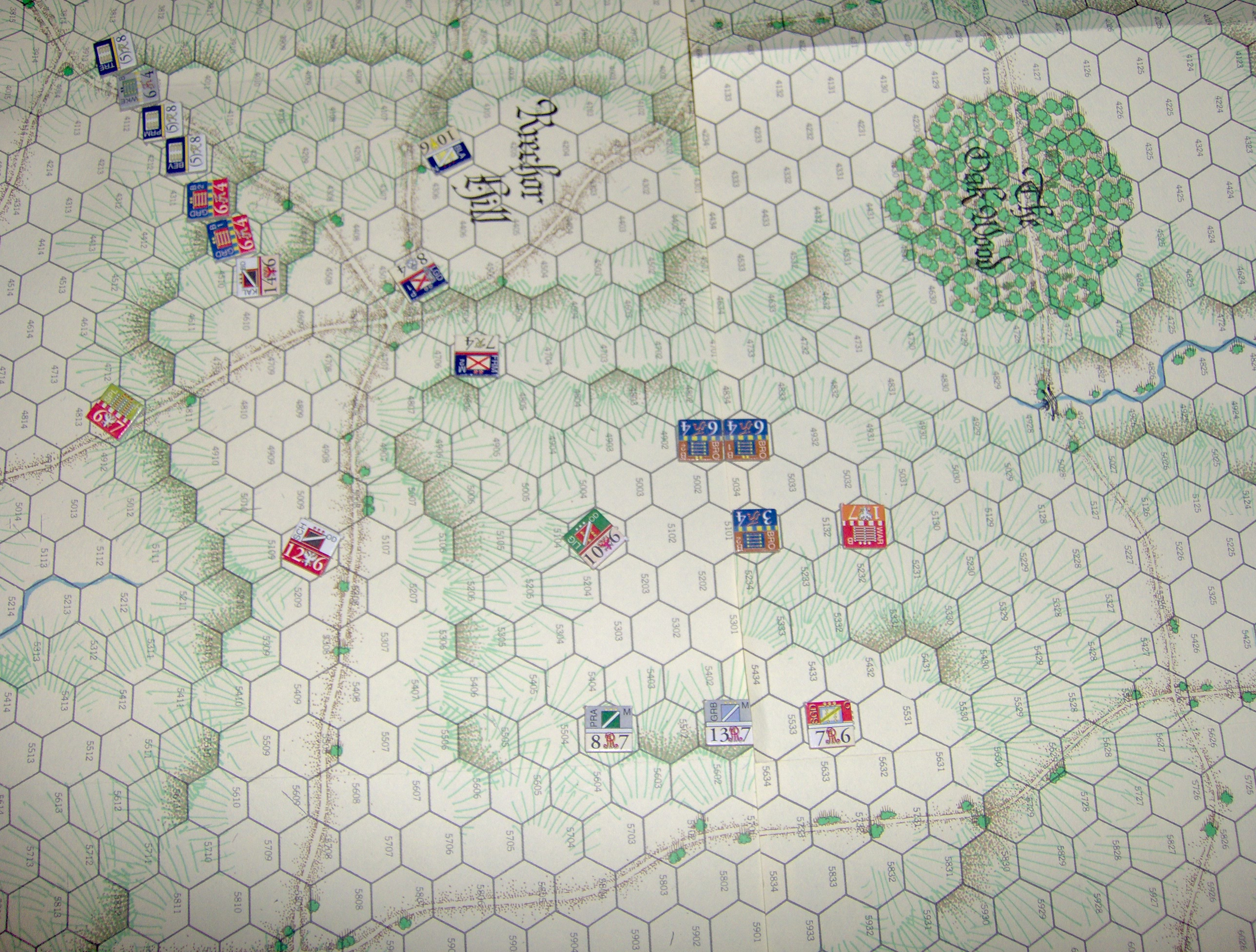
Típic joc de guerra de tauler de nivell tàctic, amb un mapa de retícula hexagonal i fitxes planes de cartró.

Un joc de guerra, també anomenat wargame o joc de simulació de conflictes és un tipus de joc, habitualment de tauler o de miniatures, en què dos o més jugadors (anomenats wargamers o també grognards) simulen un conflicte militar, una campanya o una batalla concreta, ja sigui des d'un punt de vista tàctic, operacional, estratègic o gran estratègic.
Els clàssics jocs de guerra de tauler van tenir un gran moment d'expansió a la dècada de 1980 i, després d'un període d'estancament i esgotament, van ressorgir a mitjan dècada de 1990 amb jocs en què els moviments, combat o altres esdeveniments tenen lloc mitjançant cartes, d'estètica i concepte similar als Jocs de Cartes Col·leccionables, i els anomenats eurowargames, a mig camí d'un joc de guerra clàssic i un joc d'estil europeu.

### Legacy
Els jocs de taula de tipus legacy segueixen una història narrada i evolucionen conforme ho fa la història, i les accions fetes en una partida afecten a la següent.

### Abstractes
Un joc abstracte és un tipus de joc de tauler on la sort té un paper mínim enfront de la lògica o l'estratègia i on els components del joc no tenen relació amb la vida real de forma necessària (són simplement "fitxes", per exemple) a diferència dels jocs temàtics. Aquests jocs solen tenir una llarga tradició i grups d'aficionats que s'enfronten en campionats, el més important dels quals és la Mind Sports Olympiad que agrupa diversos jocs abstractes. Un dels camps de recerca en intel·ligència artificial és aquell que programa ordinadors per poder jugar i guanyar aquests jocs, com el cèlebre Deep Blue. In principi, en un joc abstracte s'oposen dos jugadors (o dos èquips), cadascú juga per torn, totes les informacions són conegudes des de l'inici i l'atzar no té cap paper.

### Jocs de festa
Els jocs de festa són un tipus de jocs pensats per ser jugats en equips com a part d'una festa, basat en interaccions ràpides i breus que tenen un costat competitiu o còmic. Aquests tenen el seu equivalent en la informàtica i són anomenats videojocs de festa; poden basar-se en jocs de taula populars o creats específicament per a consola. Els diferents jocs generen sovint una atmosfera diferent de manera que el joc de taula pot servir per a trencar el gel (destensar l'ambient) o per a donar forma a una festa. Com a tal, els jocs de festa tenen per objectiu barrejar jugadors d'habilitat variada i rarament són eliminatoris. Els jocs estan pensats per ser jugats socialment i estan dissenyats perquè siguin fàcils d'aprendre per als nous jugadors.

## Jocs de tauler en català
S'han editat nombrosos jocs de taula en català, entre ells els clàssics Carcassonne, Codi secret, Catan, Cluedo, Dixit, Intelect, L'illa prohibida, Scrabble, The Red Cathedral o Trivial Pursuit.

## Alguns jocs de tauler
- Àgora Barcelona
- Aualé
- Backgammon
- Boggle
- Caylus
- Dames xineses
- Dames
- Els colons de Catan
- Escacs
- Futbol de taula
- Go
- Hex
- Jocs de mancala
- Marro de dotze, més conegut per «alquerc».
- Marro de nou
- Marro de punta, més conegut per «dames».
- Monopoly
- Puerto Rico
- Quatre en ratlla
- Scrabble
- Taules
- Tres en ratlla
- Trivial Pursuit